# Aeroporto de Pesqueira
O Aeroporto de Pesqueira (IATA: ***, ICAO: SNPQ)Também Conhecido como Campo De Aviação,  é um aeroporto localizado na cidade de Pesqueira, no estado de Pernambuco. Situado a 202 quilômetros da capital Recife. Atualmente a pista encontra-se inviável para Pouso e decolagem de aeronaves, pois está Sem O Asfalto, Com Muito mato e cascalho na Mesma.